# Dan Byrd
Dan Byrd (ur. 20 listopada 1985 w Marietcie) – amerykański aktor.
Wystąpił w serialu telewizyjnym Aliens in America oraz w horrorach: Kostnica Tobe'a Hoopera i Wzgórza mają oczy Alexandre'a Ajy.